# Едуар Жан Мари Стефан
Едуар Жан Мари Стефан (фр. Édouard Jean-Marie Stephan) је био француски астроном.
Од 1867. до 1907. био је директор опсерваторије у Марсељу. Године 1866. је открио астероид 89 Јулија и 91 Егина, а 1877. групу галаксија HCG 92, или Стефанов квинтет.